# Nova Kakhovka
Nova Kakhovka (em ucraniano:  Нова Каховка, em russo:  Новая Каховка) é uma cidade da Ucrânia, situada no Oblast de Kherson. Tem 222,7 km² de área e sua população em 2020 foi estimada em 45.422 habitantes.